# San José del Sauz
San José del Sauz är en ort i Mexiko.   Den ligger i kommunen Santa Cruz de Juventino Rosas och delstaten Guanajuato, i den centrala delen av landet, 240 km nordväst om huvudstaden Mexico City. San José del Sauz ligger 1 809 meter över havet och antalet invånare är 483.
Terrängen runt San José del Sauz är platt åt sydost, men åt nordväst är den kuperad. Runt San José del Sauz är det ganska tätbefolkat, med 160 invånare per kvadratkilometer. Närmaste större samhälle är Santa Cruz de Juventino Rosas, 3,7 km söder om San José del Sauz. Trakten runt San José del Sauz består till största delen av jordbruksmark.